# Rendi nemzet
A rendi nemzet (latinul natio) jogi helyzeten és kiváltságokon alapuló kategória, melyet a Magyar Királyságban alkalmaztak. A magyar korona országaiban elismert rendi nemzet volt a horvát (natio Croatica). Erdélyben a 16-18. században három rendi nemzet rendelkezett kiváltsággal: a magyar nemesség, a székely és a szász előkelők. Ezek közül kettő területi és etnikai alapon is elkülönült: a székelyek keleten (Székelyföld), a szászok délen (Királyföld), míg a magyar nemességhez etnikai származástól és anyanyelvtől függetlenül tartozhattak magyarok, románok, szlovákok, örmények és svábok is.